# آنافی
آنافی (به یونانی: Ανάφη) یکی از جزیره‌های کشور یونان است که در تقسیمات کشوری یونان بخشی از استان اژه جنوبی و شهرستان تیرا است. این جزیر در سرشماری سال ۲۰۱۱ میلادی ۲۷۱ نفر داشت.
نام این جزیره مشتق شده واژه (ἀνέφηνεν) به معانی او پدیدار خواهد شد است. علت نام‌گذاری این جزیره این است که در افسانه‌های یونان باستان، زئوس، خود را در میان طوفانی سهمگین بر آرگونات‌ها پدیدار کرد و آنها را از آن طوفان نجات داد و به این جزیره رهنمون کرد به دین دلیل این جزیره به نام آنافی نام‌گذاری شده‌است.

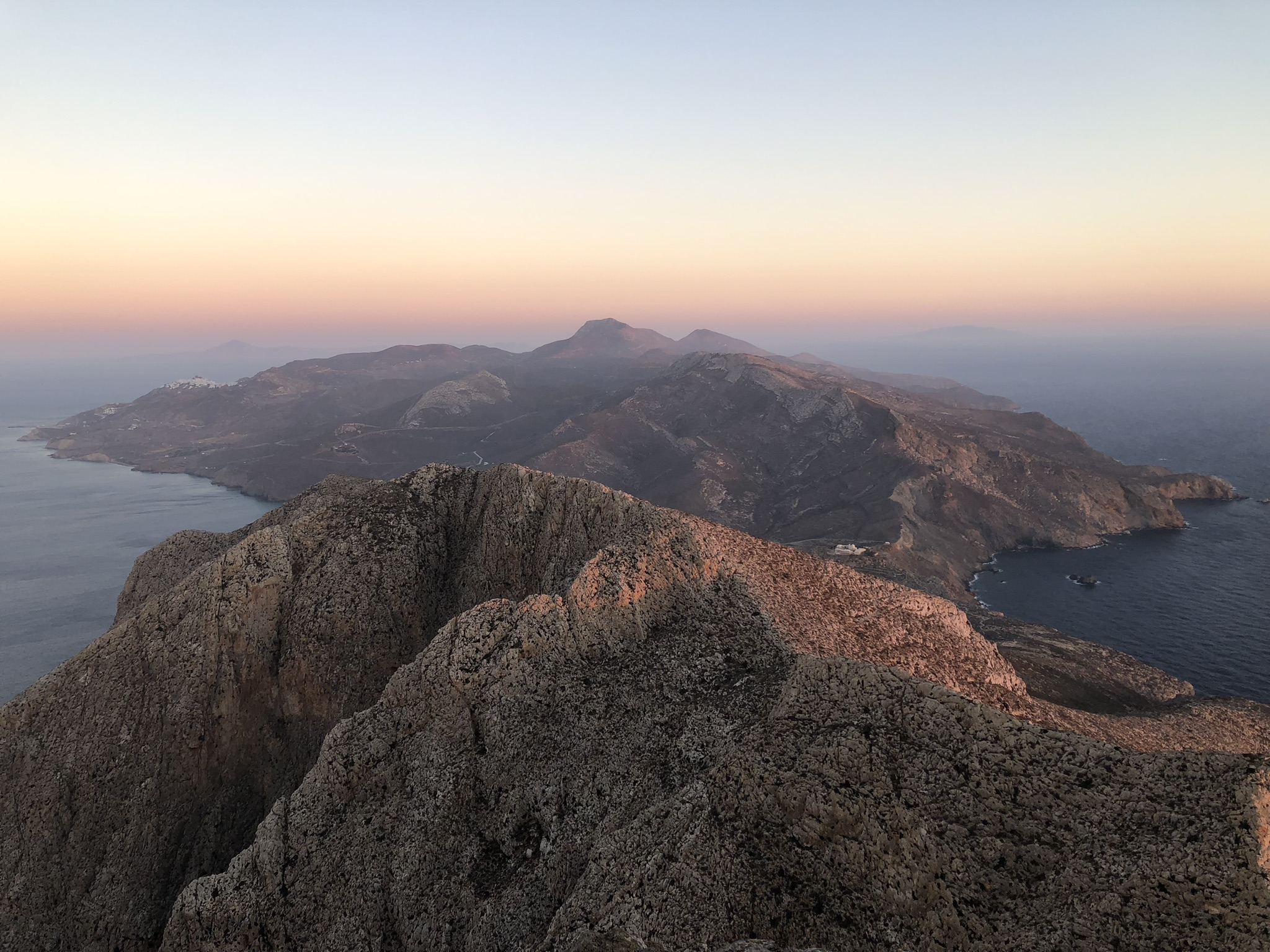

بزرگ‌ترین منبع اقتصادی این شهر صنعت گردشگری است که این جزیره با جزیره همسایه خود، ساندورینی، بر سر این مسئله در رقابت است. جزیره آنافی به همراه ساندورینی تنها نقاطی در اروپا هستند که دارای آب و هوای با اقلیم بیابانی بر حسب سامانه طبقه‌بندی اقلیمی کوپن هستند.

## خواهرخوانده
شهر ایلیوپولی یونان خواهرخواندهٔ جزیره آنافی است.